# Třída Pisani
Třída Pisani byla třída středních ponorek italského královského námořnictva. Celkem byly postaveny čtyři jednotky této třídy. Ve službě v italském námořnictvu byly v letech 1929–1947. Účastnily se bojů druhé světové války. Žádná nebyla ve válce ztracena.

## Stavba
Ponorky postavila italská loděnice CNT v Monfalcone. Vyvinuty byly paralelně s třídou Mameli, přičemž se stejným pohonným systémem měly o třetinu větší dosah. Do služby byly přijaty roku 1929.
Jednotky třídy Pisani:
| Jméno               | Založení kýlu | Spuštěna           | Vstup do služby | Poznámky                                  |
| ------------------- | ------------- | ------------------ | --------------- | ----------------------------------------- |
| Giovanni Bausan     | 1926          | 24. března 1928    | září 1929       | Od roku 1942 hulk, plovoucí sklad paliva. |
| Marcantonio Colonna | 1925          | 26. prosince 1927  | červenec 1929   | Od roku 1942 hulk, sešrotována 1943.      |
| Des Geneys          | 1926          | 14. listopadu 1928 | říjen 1929      | Od roku 1942 hulk.                        |
| Vettore Pisani      | 1925          | 24. listopadu 1927 | červen 1929     | Vyřazena 1947.                            |

## Konstrukce

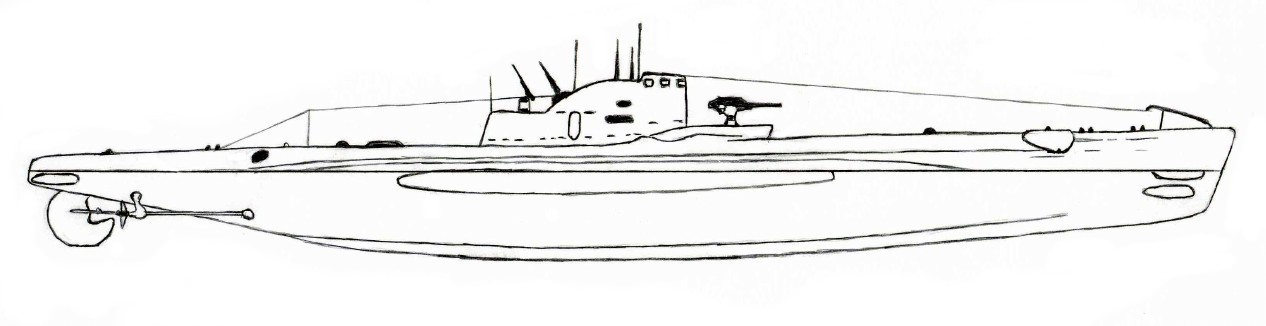
Ilustrace vzhledu ponorky třídy Pisani

Nesly čtyři příďové a dva záďové 533mm torpédomety se zásobou 10 torpéd. Nové nabití během plavby umožňovaly pouze přední torpédomety. Dále nesly jeden 102mm kanón a dva 13,2mm kulomety. Pohonný systém tvořily dva diesely Tosi o výkonu 3000 bhp a dva elektromotory CGE o výkonu 1100 bhp, pohánějící dva lodní šrouby. Nejvyšší rychlost dosahovala 15 uzlů na hladině a 8,2 uzlu pod hladinou. Dosah byl 5000 námořních mil při rychlosti 8 uzlu na hladině a 108 námořních mil při rychlosti 4 uzly pod hladinou. Operační hloubka ponoru dosahovala 90 metrů.

### Modifikace
Ponorky trpěly nedostatečnou stabilitou, a proto byly na jejich bocích dodatečně instalovány výdutě. Rychlost poklesla na 15 uzlů na hladině a 8,2 uzlu pod hladinou.

## Služba
Třída se účastnila bojů druhé světové války. Roku 1942 byly tři jednotky vyřazeny, poslední následovala až po válce.